# Matthias Alexander Rath
Matthias Alexander Rath (Lübeck, 2 de agosto de 1984) es un jinete alemán que compitió en la modalidad de doma.
Ganó una medalla de bronce en el Campeonato Mundial de Doma de 2010 y cuatro medallas en el Campeonato Europeo de Doma entre los años 2009 y 2023.

## Palmarés internacional
| Campeonato Mundial | Campeonato Mundial         | Campeonato Mundial | Campeonato Mundial |
| Año                | Lugar                      | Medalla            | Categoría          |
| ------------------ | -------------------------- | ------------------ | ------------------ |
| 2010               | Lexington (Estados Unidos) | Medalla de bronce  | Por equipos        |
| Campeonato Europeo |                            |                    |                    |
| Año                | Lugar                      | Medalla            | Categoría          |
| 2009               | Windsor (Reino Unido)      | Medalla de bronce  | Por equipos        |
| 2011               | Róterdam (Países Bajos)    | Medalla de plata   | Por equipos        |
| 2015               | Aquisgrán (Alemania)       | Medalla de bronce  | Por equipos        |
| 2023               | Riesenbeck (Alemania)      | Medalla de plata   | Por equipos        |